# Phlebotomus somaliensis
Phlebotomus somaliensis är en tvåvingeart som beskrevs av Abonnene, Adam och Bailly-choumara 1959. Phlebotomus somaliensis ingår i släktet Phlebotomus och familjen fjärilsmyggor.
Artens utbredningsområde är Somalia. Inga underarter finns listade i Catalogue of Life.